# Acrapex roseotincta
Acrapex roseotincta  là một loài bướm đêm thuộc họ Noctuidae. Nó được tìm thấy ở Ceylon.
Sải cánh dài khoảng 22 mm.